# Serriera
Serriera (korsisch A Sarrera) ist eine Gemeinde im französischen Département Corse-du-Sud auf der Mittelmeerinsel Korsika. Sie gehört zum Kanton Sevi-Sorru-Cinarca im Arrondissement Ajaccio und grenzt im Südwesten an das Mittelmeer, genauer an den Golf von Porto. Nachbargemeinden sind Partinello im Nordwesten, Manso im Nordosten, Évisa im Südosten und Ota im Süden.
Der Dorfkern liegt auf ungefähr 80 Metern über dem Meeresspiegel. Die Bewohner nennen sich die Sarriracci (korsisch) oder Serriérais.

## Bevölkerungsentwicklung
| Jahr      | 1962 | 1968 | 1975 | 1982 | 1990 | 1999 | 2008 | 2012 |
| --------- | ---- | ---- | ---- | ---- | ---- | ---- | ---- | ---- |
| Einwohner | 140  | 136  | 128  | 111  | 106  | 106  | 107  | 119  |

## Sehenswürdigkeiten

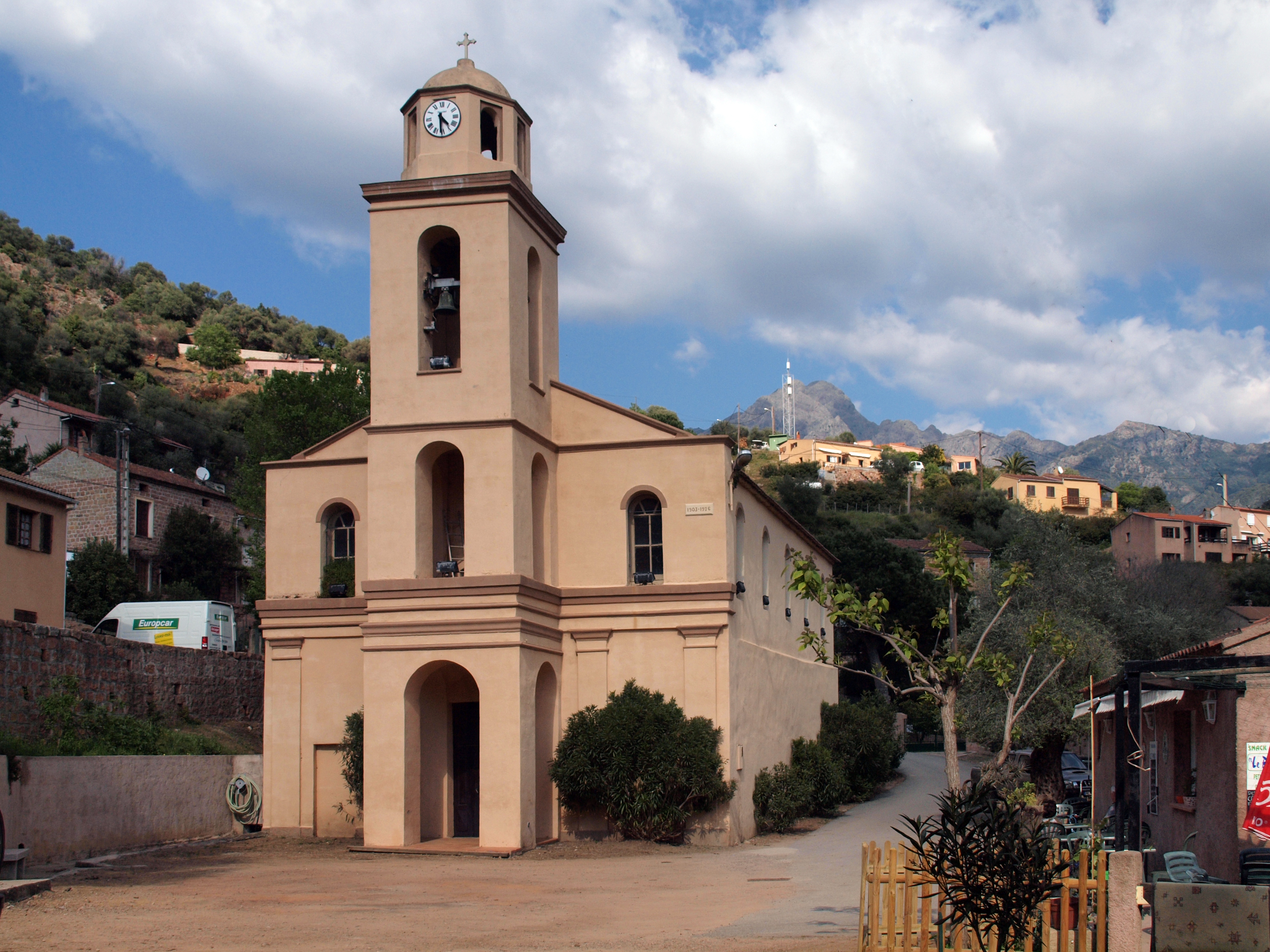
Kirche Sainte-Marie

- Kirche Sainte-Marie

## Persönlichkeiten
- Bonaventure Leca, * 27. März 1887 in Serriera, nachmaliger Bürgermeister von Issy-les-Moulineaux und Ehrenbürger von Weiden in der Oberpfalz